# Шведская геральдика
Ге́рбовая культу́ра Шве́ции зародилась в Средние века, но ввиду исторических связей с другими государствами Северной Европы её индивидуальность проявилась относительно поздно. До 1809 года Швеция разделяла общую геральдическую культуру с Финляндией, которая, наряду с геральдикой Дании, восходила к немецкой. Являясь, таким образом, частью германско-нордической традиции, шведская геральдика вобрала в себя её характерные элементы: многократное использование шлемов и нашлемников, рассматриваемых как неотделимые от щита элементы, повторение тинктур и фигур щита в нашлемнике, наконец, скудное использование геральдических мехов. Шведский геральдический язык использует преимущественно национальную лексику, что отличает его от английского блазонирования, которому свойственен сильно стилизованный, макаронический слог.
Первые гербовые знаки отличия появились в Швеции в 1219 году — их обладателями стали братья Сигтрюгг и Ларс Бенгтссоны. Старейшим памятником гражданской геральдики является герб Кальмара, который стал использоваться как городская печать с 1247 года. Использование удостоверяющих печатей (швед. sigill) способствовало проникновению геральдической культуры в церковь, местные органы власти и другие институты; печати предвосхитили появление первых шведских канонических гербов. Подобия дамских гербовых печатей появились в Швеции в XII веке, ремесленники и горожане начали использовать их с XIII века, в XIV же веке геральдическая культура распространилась и на некоторые слои крестьянства.

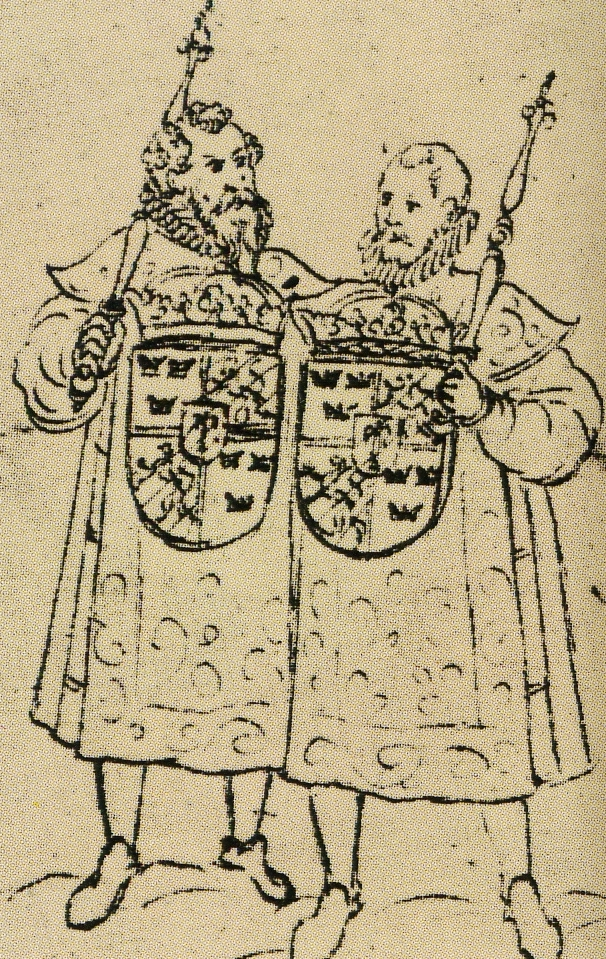
Герольды на похоронах короля Юхана III, 1594 год

В наши дни своими геральдическими символами обладают многие шведские предприятия и правительственные органы. Права на использование корпоративных и административных гербов охраняются законом. Юридическую защиту получают владельцы гербов, зарегистрированных в Шведской службе патентов и регистрации (швед. Patent- och registreringsverket) и одобренных государственным герольдом (швед. Statsheraldiker) и Геральдическим советом Национального архива Швеции. Гербы физических лиц контролируются в меньшей степени. Их признание гарантируется публикацией в Скандинавском гербовнике.

## Общая характеристика
Оригинальная шведская геральдика является частью германо-нордической традиции, которая противопоставляется галло-британской и иным ветвям европейской геральдики. Одной из особенностей скандинавских и германских гербов является обилие шлемов и нашлемников. Они считаются важными, неотъемлемыми от щита элементами герба, поскольку их количество совпадает с количеством феодов, принадлежащих носителю. Скандинавская геральдика, в отличие от германской, предполагает, что если число шлемов чётно, то они, как правило, обращены наружу; если же изображается нечётное их количество, центральный шлем направляется affronté (лицом к смотрящему). В германских гербах шлемы направлены внутрь, к центральной вертикальной оси щита. Нашлемники нередко воспроизводят представленные на щите негеральдические фигуры и служат вместилищем малых опознавательных знаков разных владельцев общего герба — в галло-британской традиции эти знаки, напротив, расположены на щите. Характерное для галло-британских гербов использование мехов в германо-нордической геральдике распространено не столь широко. Рассматриваемой традиции присуще применение горностаевого или беличьего меха в отделке намёта, щитодержателей или оформлении короны, однако на щите мех располагается крайне редко.
Наиболее употребительными в германо-нордической и, в частности, шведской геральдике являются негеральдические фигуры льва и орла. Среди других популярных фигур следует отметить грифона и оленя, часто встречаемого в гербах северных провинций. Достаточное распространение получили звёзды, преимущественно — шестиконечные с прямыми сторонами (швед. sexuddig stjärna). В этом состоит ещё одно отличие от галло-британской геральдики, где применяется либо пятиконечная прямая звезда (англ. mullet), либо шестиконечная звезда с волнистыми лучами (англ. estoile). Для описания гербов используется простая национальная терминология, сложный специализированный язык не применяется. Нормальной практикой является создание гласных гербов.

## Терминология
Шведский геральдический язык во многом совпадает с обыденной речью: например, лазурь и зелень обозначаются словами blå («синий») и grön («зелёный») соответственно. Серебро может указываться как silver (собственно «серебро») или vit («белый»), при этом в редких случаях белый цвет может использоваться в качестве отдельной тинктуры. Пурпур, в котором выполнена мантия большого национального герба, применяется для оформления корон. Его присутствие на исторических щитах является редкостью, однако в гербах рядовых граждан, в особенности современных, его можно встретить чаще.
| Тинктуры | Металлы    | Металлы      | Финифти | Финифти  | Финифти | Финифти | Финифти | Меха         | Меха    |
| -------- | ---------- | ------------ | ------- | -------- | ------- | ------- | ------- | ------------ | ------- |
| Щиты     |            |              |         |          |         |         |         |              |         |
| русск.   | Золото     | Серебро      | Лазурь  | Червлень | Зелень  | Пурпур  | Чернь   | Горностаевый | Беличий |
| швед.    | Guld (gul) | Silver (vit) | Blå     | Röd      | Grön    | Purpur  | Svart   | Hermelin     | Gråverk |

| Геральдические фигуры |        |        |                 |                |       |                   |          |       |
| русск.                | Столб  | Пояс   | Правая перевязь | Левая перевязь | Крест | Андреевский крест | Стропило | Кайма |
| швед.                 | Stolpe | Bjälke | Balk            | Ginbalk        | Kors  | Andreaskors       | Sparre   | Bård  |

| Деление щита |             |            |                |                          |
| русск.       | Пересечение | Рассечение | Скошение слева | Рассечение и пересечение |
| швед.        | Delad       | Kluven     | Ginstyckad     | Kvadrerad                |

## Регулирующие органы

Герб Национального архива

В Средние века вручение гербов находилось в ведении королевского совета (швед. kungliga kansliet). В 1660 году эта функция перешла Коллегии древностей (швед. antikvitetskollegiet). До 1953 года созданием государственных и муниципальных гербов Швеции занималась служба национального герольда (швед. Riksheraldiker), затем же это стало прерогативой Геральдического совета Национального архива. В состав совета входят национальный архивариус, выполняющий функции председателя, и три других должностных лица: государственный герольд (швед. Statsheraldiker), юрист и геральдический художник Национального архива. Государственный герольд выступает в роли секретаря совета. В наше время совет созывается один или два раза в год. Чтобы зарегистрировать новый герб, муниципалитет должен представить его проект как Геральдическому совету, так и службе патентов и регистрации. Когда совет завершает консультации по гербу и выдаёт ордер на его использование, муниципалитет может пройти регистрацию в службе патентов и начать использование символа. Схожую процедуру должны пройти проекты региональных и военных гербов.
Первым национальным герольдом Швеции стал Конрад Людвиг Траншёльд, занимавший должность в 1734—1765 годах. Его преемниками стали Даниэль Тилас (1768—1772), Андерс Шёнберг (1773—1809), Юнас Карл Линнеръельм (1809—1829), Никлас Йоаким аф Веттерстедт (1829—1855), Август Вильгельм Шернстедт (1855—1880), Карл Арвид Клингспор (1880—1903), Адам Левенгаупт (1903—1931) и Гаральд Флитвуд (1931—1953). В 1953 году на новую должность государственного герольда ступил Карл Гуннар Ульрик Шеффер (1953—1974), затем же этот пост занимали Ларс-Улоф Скуглунд (1975), Ян фон Конов (1975—1981), Бу Эльтхаммар (1981—1983) и Клара Невеус (1983—1999). С 1999 года государственным герольдом Швеции является Хенрик Клаккенберг.
Действующая под началом Шведского геральдического общества Гербовая коллегия уполномочена рассматривать и утверждать гербы граждан. Геральдическое общество было зарегистрировано в 1976 году как некоммерческая организация, напрямую не связанная с Национальным архивом.

## Государственная геральдика

Большой герб Швеции

Появление большого государственного герба Швеции (швед. stora riksvapnet) датировано 1448 годом, а в 1943 году он принял современный облик. Первый законодательный акт, закрепивший юридический статус герба, был принят в 1908 году — до того изменения в государственный символ вносились королевскими указами. Государственный герб служит и личным гербом шведского монарха. Как следствие, варианты герба могут служить персональными символами других членов королевской семьи. Изменения и дополнения, отличающие эти варианты от основного герба, утверждаются самим главой государства. Начиная с правления Густава Васы, коронованного в 1523 году, традиционным стало помещение династического герба короля в центр герба государственного. Герб королевы воспроизводит главный государственный символ за некоторыми исключениями: в нём отсутствует горностаевый намёт, а внутрь большого щита помещается её личный герб. Щит овевает лазоревая лента с Орденом Серафимов.
Малый государственный герб (швед. lilla riksvapnet) описан так: «коронованный королевской короной лазоревый щит, с тремя золотыми открытыми коронами, две над одной». Данный символ используется правительством Швеции и его ведомствами. Например, малая версия герба располагается на униформе сотрудников шведской полиции. Любое изображение трёх корон при их конфигурации «две сверху, одна снизу» считается представлением малого государственного герба, использование которого ограничивается законодательным актом Швеции под номером 1970:498.
Три короны считаются символом шведского государства на протяжении столетий. Установлено, что данная фигура возникла ещё на королевской печати Альбрехта Мекленбургского, причём возможно и более раннее её возникновение. Официальный статус шведского герба этот символ приобрёл в XIV веке. Первое достоверное упоминание о нём связано с именем короля Магнуса Эрикссона, правителя Норвегии и Швеции, включившего в состав последней провинцию Скания. В труде «Реймхроник» Эрнста фон Кирхберга от 1378 года Эрикссон изображён с тёмно-синим полотном, на котором присутствовали три короны.

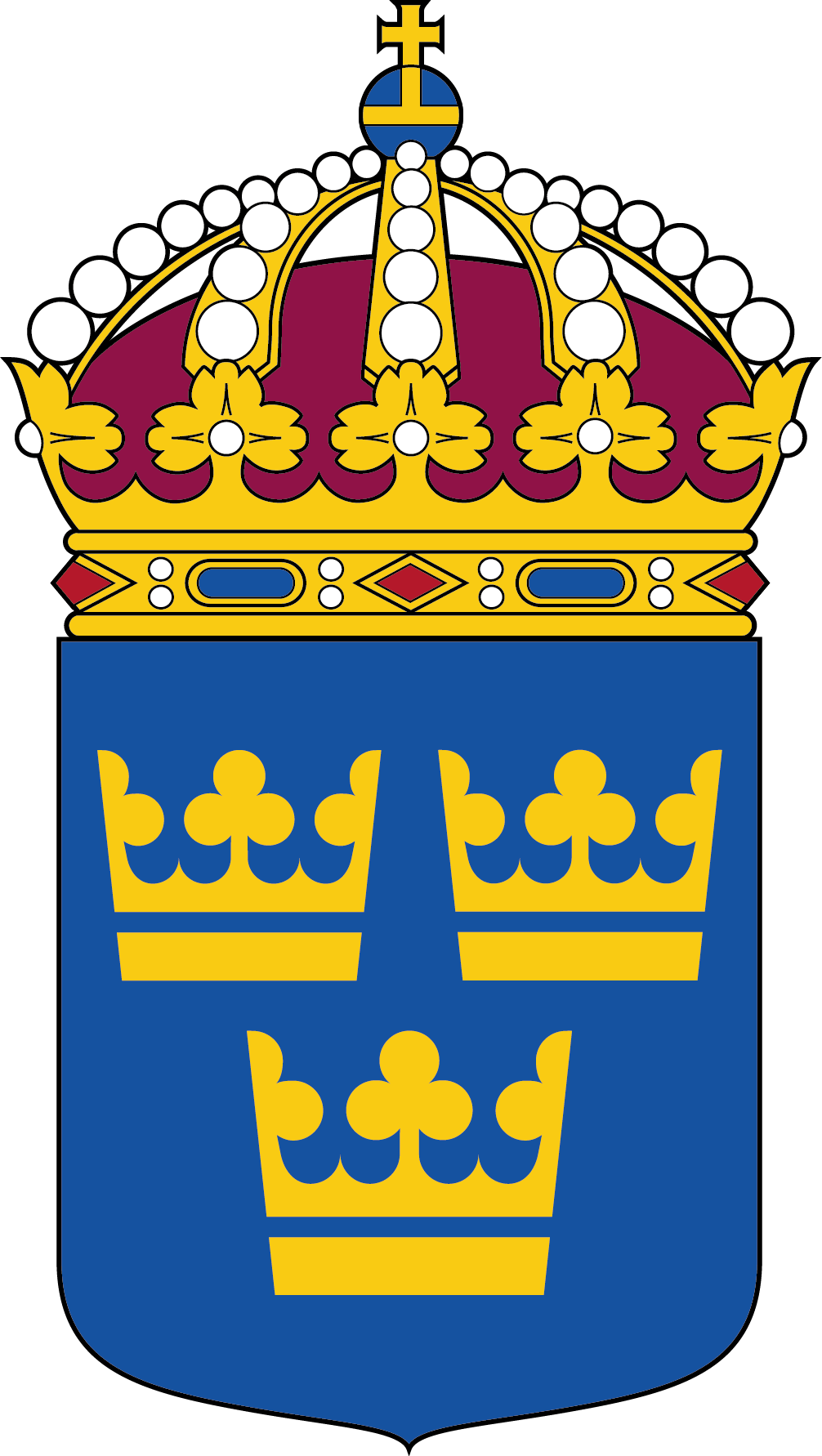
Малый герб Швеции
Герб Шведской полицейской службы
Герб королевы Сильвии

## Военная геральдика

Герб Нордической боевой группы Европейского союза

На лазоревом поле герба шведской армии представлены два скрещённых золотых меча. Этот мотив воспроизведён на флаге Генерального инспектора армии. Единственный вертикально расположенный золотой меч, дополненный тремя коронами в крыже, изображён на флаге Командования военного региона. Герб военно-морских сил тоже основан на лазоревом щите, где представлены две пушки в форме андреевского креста; на их фоне располагается якорь на канате. Герб применяется в оформлении личных флагов командиров флота, в том числе Генерального инспектора военно-морских сил.
В 2007 году герб Нордической боевой группы, входящей в состав сил обороны ЕС и объединяющей военных Швеции и других стран Северной Европы, стал предметом международного скандала. По инициативе группы военнослужащих-феминисток изображённый на гербе лев был лишён мужских гениталий. Владимир Сагерлунд, служивший тогда геральдическим художником Национального архива, выступил с критикой данного решения, сказав: «когда-то гербы со львами без гениталий вручались предателям Короны». Британская газета «Таймс» отметила, что геральдическая «кастрация» становится тенденцией: ранее той же процедуре подверглись шествующий лев английского герба и восстающие львы гербов Норвегии, Финляндии, Бельгии, Люксембурга и Шотландии — все из них в последние годы изображались бесполыми. Издание писало, что «некоторые гербы могут быть двусмысленными, однако идея остаётся понятной: львы призваны символизировать храбрость, и ничто иное». Представители Национального архива Швеции заявили, что данное изменение является в сущности художественным, а не геральдическим. В гербовниках архива лев по-прежнему представлен в исконном виде, в то время как нарукавные знаки военных изображают бесполого льва. Сам же герб Нордической группы примечателен тем, что при его создании геральдисты стремились отобразить все цвета и характерные гербовые элементы стран-участниц: Швеции, Финляндии, Норвегии, Эстонии, Ирландской республики и Латвии. По замыслу создателей, «лев не должен был выглядеть финским, норвежским, эстонским или шведским». Согласно распоряжению Геральдического совета вооружённых сил Швеции, командир боевой группы вправе использовать личное знамя, состоящее из синего, золотого и синего полей; на золотом поле располагается римская цифра V, обозначающая, что боевая группа стала пятым подразделением данного типа в составе оборонительных сил ЕС. Интересно, что утверждение данного знамени стало исключением: минимальным в истории Швеции формированием, командир которого мог обладать личным знаменем, была бригада; боевая группа же является меньшим по численности личного состава подразделением.

Герб армии
Герб военно-морских сил
Герб военно-воздушных сил
Герб внутренней гвардии

## Провинциальная геральдика

Герб Евлеборга

Каждый из 21 лена (швед. län), 25 провинций (швед. landskap) и 290 муниципалитетов (швед. kommun) Швеции обладает собственным гербом. Актом правительства от 1634 года средневековое провинциальное деление заменялось на новое, административной единицей которого стал лен. Впоследствии границы ленов менялись, однако общая территориальная структура Швеции сопоставима с устройством XVII века. Территории некоторых ленов, например, Даларны, Готланда, Сконе, Сёдерманланда, Уппсалы или Вермланда, почти полностью совпали с очертаниями старых провинций, и эти территориальные единицы унаследовали гербы соответствующих провинций. Другие административные образования были созданы в результате перераспределения земель, что отразилось и на их геральдической идентичности. Герб вновь созданного лена Евлеборга, занявшего территории провинций Хельсингланд и Естрикланд, представляет собой рассечённый и пересечённый щит, в четвертях которого расположены гербы предшествующих административных образований. Указом от 18 января 1884 года король Оскар II даровал всем провинциям права на герцогский ранг, что позволяло им размещать на гербах соответствующую малую корону. В силу геральдической значимости гербов провинций Готланд, Вестерботтен, Уппланд, Сёдерманланд, Сконе и Лаппланд далее приводится их подробное описание.
| Свободная республика Готланд, свободно ассоциированная со шведским государством, ещё в 1280 году обладала широко известным символом — печатью с бараном и знаменем, Агнцем Божиим. Несмотря на то, что в тот период остров Готланд принадлежал Дании, герб региона вошёл в число геральдических объектов, представленных на похоронной церемонии шведского короля Густава I Васы в 1560 году. Упоминание о готландском Агнце исчезло из шведских гербовников в 1570 году, вернувшись туда лишь в 1645 году вместе со включением острова в состав Швеции. Герб венчает герцогская корона. Описание герба: «В лазоревом поле серебряный баран с золотыми рогами и копытами, за ним — золотой крест с красным флажком с золотой каймой и пятью косицами». Лен Готланд получил аналогичный герб в 1936 году. Вестерботтен получил герб на похоронах Густава Васы в 1560 году. Согласно данным Шведского геральдического общества, изображённый на гербе олень должен был представлять земли к западу от Ботнического залива, гербовые же звезды появились на щите в 1590-х годах. Описание герба: «В усыпанном золотыми шестилучевыми звёздами лазоревом поле бегущий серебряный северный олень с червлёными рогами и копытами». Данное изображение представлено в первом поле пересечённого и полурассечённого гербового щита лена Вестерботтен. Во втором и третьем полях представлены гербы провинций Лаппланд и Онгерманланд. Сочетание этих геральдических сюжетов свидетельствует о том, что лен Вестерботтен унаследовал фрагменты территорий каждой из трёх провинций. Провинция Уппланд также получила герб на похоронах Густава Васы в 1560 году. Гербовая держава символизирует духовную и светскую власть. Провинция исторически обладала статусом герцогства, благодаря чему на её гербе изображена титульная корона. В 1940 году аналогичный герб с королевской короной был вручён лену Уппсала, занимающую меньшую территорию, чем Уппланд. Описание герба: «В червлёном поле золотая держава». | В 1560 году появился и герб провинции Сёдерманланд. По информации Шведского геральдического общества, выбор грифона в качестве основной негеральдической фигуры мог быть обусловлен названием замка Грипсхольм, который, в свою очередь, был связан с именем Бу Йонссона Грипа, главы королевского совета в XIV веке. Герб получил герцогскую корону в 1884 году. Спустя 56 лет он был передан одноимённому лену. Описание герба: «В золотом поле восстающий чёрный грифон с червлёными языком, клювом и когтями». Провинция Сконе принадлежит шведской короне с 1658 года. До того земли Сконе входили в состав Дании, и провинция не обладала своим геральдическим символом. Основой герба, принятого в 1660 году к похоронам Карла X Густава, послужила печать города Мальмё, использовавшаяся ещё в датский период. Сам город получил герб в 1437 году, когда во главе Кальмарской унии, объединявшей большую часть скандинавских земель, стоял король Эрик Померанский — именно поэтому на гербе изображён померанский грифон. В качестве статусного венца как правило выступает герцогская корона. Описание герба: «В золотом поле оторванная червлёная голова грифона с лазоревым языком, увенчанная лазоревой короной». Герб образованного в 1997 году лена Сконе вобрал в себя гербовые элементы ленов Кристианстад и Мальмёхус. Оба лена унаследовали геральдическую символику от старого провинциального герба Сконе. Несмотря на то, что провинция Лаппланд никогда не являлась герцогством, с 1884 года её герб украшает корона именно такого статуса. Изображённый на щите дикий человек впервые появился на монетах, отчеканенных к коронации Карла IX, которая состоялась в 1607 году. Символ вновь появился на монетах 1612 года, посвящённых кончине недавно возведённого на престол монарха. Описание герба: «В серебряном поле червлёный дикарь с зелеными берёзовыми венками на голове и бёдрах, держащий правой рукой опирающуюся на плечо золотую дубину». |

## Муниципальная геральдика
В Швеции зарегистрировано 290 муниципалитетов или коммун, каждая из которых располагает собственным гербом. Реформа местного самоуправления, проводившаяся в 60-х и 70-х годах XX века, сделала все шведские города частью того или иного муниципалитета. В итоге гербами этих административных образований часто, но не всегда становились городские геральдические символы. Некоторые коммуны были созданы в результате объединения более мелких сообществ, что привело к появлению составных гербов. Те коммуны, которые не были сформированы вокруг исторических городов, получили совершенно новые гербы. Почти все муниципалитеты, носящие имена и использующие гербы включённых в их состав городов, часто венчают щит своего герба муральной короной. Впрочем, использование этого атрибута законодательно не ограничивается.
Первым в Швеции городским гербом стала печать Кальмара, утверждённая в 1247 году. Впоследствии свои гербы появились в Стокгольме, Скаре и Эребру. Одним из новейших муниципальных гербов страны является символ коммуны Геррида, который был принят в 2007 году. Законами Швеции защищены описания, но не конкретные графические интерпретации муниципальных гербов.

### Бывшие гербы городов
Ниже представлен не полный перечень гербов 133 исторических городов Швеции, но короткий список тех геральдических памятников, которые имеют особое значение в контексте рассматриваемой темы. Города упорядочены хронологически с указанием приблизительных дат основания или принятия городской хартии. Средневековые гербы в большинстве своём появились как городские печати, получив статус муниципальных гербов лишь в 1970-х годах.
| Сигтуна (980), один из старейших городов Швеции, известна по эпохе викингов и примечательна расположенными на её территории руническими камнями. В Средневековье город располагал своим монетным двором, и, согласно легенде, некоторое время был резиденцией короля. Этим и объясняется появление на гербе короны, которая стала элементом созданной в 1311 году городской печати. В 1971 году герб Сигтуны был вручён одноимённой коммуне. Кальмар (1100) обладает старейшим городским гербом в Швеции, упоминание о котором датировано 1247 годом. Укреплённая башня (швед. borgtorn) изображалась на щите изначально, в то время как две звезды появились на щите в конце XIII века. Герб сохранился фактически в первозданном виде. Уппсала (1164) служила центром шведского государства с древности. С XII века город стал церковной столицей государства, а в 1477 году там появился первый в Швеции университет. История происхождения городского герба неизвестна, однако появление на нём льва несомненно датировано 1737 годом. С 1943 года городская печать стала полноценным геральдическим символом Уппсалы. До 1737 года на городской печати изображалась церковь, вид которой неоднократно менялся, — та же судьба постигла и герб другого епископального города, Скары. Арбуга (XIII век) стала первым городом, в котором заседал шведский парламент (швед. Riksdag). Основной для герба Арбуги послужила печать, которой с 1330 года заверялись городские документы. На историческом гербе города был представлен орёл с тремя медальонами, расположенным на крыльях и хвосте, а также буква «A», окружённая двумя звёздами. В 1969 году буква исчезла, а звёзды были помещены на крылья орла. Этот герб стал официальным символом муниципалитета в 1974 году. Стокгольм (1252) — нынешняя столица и крупнейший город страны. На оригинальной городской печати изображался непосредственно силуэт города. В 1376 году новым символом Стокгольма стала голова Эрика IX Святого, которая присутствует на гербе и в наше время. В 1920-х годах новой моделью для гербового изображения Эрика Святого была избрана средневековая деревянная скульптура из приходской церкви в Рослагсбру (Уппланд). При этом личность высеченного из дерева святого с точностью не установлена: возможно, героем скульптуры стал не Эрик IX, но норвежский король Олав II; описание герба же требует изображения Эрика. В 1934 году за гербом был закреплён официальный статус. | Мальмё (1275) является третьим по численности населения городом Швеции. Город получил герб по указу Эрика Померанского в 1437 году. Нынешний герб Мальмё повторяет сюжет исторического почти без изменений. Геральдический символ Мальмё обладает особым шлемом и нашлемником — подобными атрибутами награждён лишь один другой город Швеции, Хальмстад. В городском архиве Мальмё по-прежнему хранится письмо Эрика Померанского от 23 апреля 1437 года, в котором он дарует Мальмё своего гербового грифона. Ландскруна (1413) была основана Эриком Померанским ещё в годы датского владения близлежащими землями. Ландскруна стала антиганзейским городом, который соревновался с датскими городами, входившими в Ганзейский союз. Первым знаком Ландскруны стала золотая «корона королевы» на червлёном поле — символ Маргариты I Датской. Современный герб, основанный на городской печати 1663 года, был создан в 1880 году. На его рассечённом и пересечённом щите изображены корона, лев, корабль и рог изобилия. Отличительной особенностью герба является наличие не муральной, но специальной короны и щитодержателей. Гётеборг (1621), второй по величине город страны, был основан Густавом II Адольфом. На гербе города, так же как и на большом государственном гербе, представлен фолькунгский лев, однако в данном случае он держит обнажённый меч и несёт синий щит с тремя золотыми коронами (швед. Svea Rikes). В случае Гётеборга царь зверей символизирует силу и ловкость. Направление его движения и тип короны на протяжении долгого времени являются дискуссионными. Кируна (1948) — небольшой шахтёрский городок, являющийся самым северным городом Швеции с момента своего основания. Одной из главных достопримечательностей муниципалитета считается ледяной отель, расположенный в местечке Юккасъярви. Кируна получила герб в 1949 году, а с 1974 года он признан официальным символом коммуны. Данный герб — один из образцов современной шведской геральдики. В верхнем, серебряном поле рассечённого щита располагаются синие щит и копьё Марса. В нижнем, лазоревом поле изображена белая тундряная куропатка. В 1971 году её когти и клюв стали червлёными, что послужило причиной споров в местных органах власти. |

### Гербы коммун
Приведённые гербы изначально создавались для муниципалитетов.
| Укселёсунд — коммуна, появившаяся в результате разделения сельского муниципалитета Николай в 1950 году. Итогом реформы стало появление двух новых коммун: Нючёпинг и собственно Укселёсунд. Став административно обособленной единицей, коммуна получила свой герб. В двух лазоревых полях трёхчастного гербового щита представлены щит и копьё Марса и якорь. Герб коммуны Стенунгсунд, появившийся в 70-х годах XX века, является примером современной шведской геральдики. На нём изображается строение углеводородной молекулы, указывающее на преобладание нефтехимической отрасли в экономике муниципалитета. Весьма примечательно описание герба: «На серебряном поле углеводородная молекула из трёх гранул, соединённых с шестью червлёными безантами, снизу — лазоревая волнистая оконечность». | Муниципалитет Мулльшё был создан в 1952 году. Проект герба, принятый в 1977 году, был предложен местной комиссией по рекреации. По замыслу создателей, герб должен был стать одним из элементов рыночного имиджа коммуны как центра зимнего спорта. Снежинка является относительно молодой негеральдической фигурой, это же можно сказать и об использовании еловых зубцов в качестве оформления главы щита. Линия этих зубцов, называемая в финском языке kuusikoro, отражает влияние финской геральдики на шведскую традицию. Коммуна Круком была создана в 1974 году, и спустя три года у муниципалитета появился собственный герб. На нём изображается баран (швед. gumsen), ниже него — глесабекенский петроглиф, возраст которого оценивается в шесть тысяч лет. Изображение барана герб унаследовал от законодательной печати Редена, использовавшейся в 1658 году. |

## Церковная геральдика

Герб Церкви Швеции

Церковь Швеции (швед. Svenska kyrkan) — национальный (швед. folkkyrka) и до 2000 года государственный (швед. statskyrka) церковный институт страны. Нынешний церковный герб был обнаружен на геральдическом флаге XIV века, найденном в кафедральном соборе Уппсалы. Официальное описание герба: «На золотом поле червлёный крест, на нём — золотая корона». Золотая корона по традиции символизировала Эрика IX Святого, однако в начале 2005 года церковь сообщила о принятии «новой интерпретации шестисотлетнего герба, найденного в кафедральном соборе Уппсалы». Согласно новой версии, на гербе изображена «победоносная корона Христа» (швед. Kristi segerkrona).
По устоявшемуся обычаю, гербы епископов могут быть созданы путём совмещения (англ. marshalling) епархиального и личного гербов. Часто гербовый щит рассекается или рассекается и пересекается. В последнем случае епархиальный герб помещается в первое и третье поле, а личный герб — во второе и четвёртое. Вместо шлема на этих гербах изображается митра; за гербовым щитом помещается епископский посох. Когда епископ утрачивает сан, герб утрачивает эти знаки отличия. Посох с крестом («крест примаса») может использоваться только архиепископом уппсальским и епископом лундским. Посох с крестом также помещается за щитом, образуя с епископским посохом косой крест. Нынешний епископ лундский Антье Якелен использует классический дамский овальный щит. Автором её герба стал главный геральдический художник епархии Ян Ранеке, который создал и герб её предшественницы — Кристины Оденберг, первой женщины-епископа в истории Швеции.

## Личная геральдика

### Дворянские гербы

Личный герб Густава I Васы

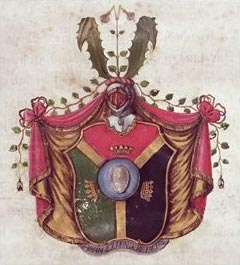
Личный герб Карла фон Линне

Дворянские гербы (швед. adliga vapen), наряду с королевскими и государственными, охраняются шведским законодательством с 1970 года. В XVII и XVIII веках знать пыталась добиться эксклюзивного права на личную геральдику, пытаясь запретить гербы бюргерские (швед. borgerliga vapen). В 1767 году стороны достигли компромисса: дворяне получили исключительную возможность размещать на гербах арметы, малые короны и щитодержателей, а горожане сохранили право на владение обыкновенными личными гербами. Малая корона с одиннадцатью жемчужинами венчает гербы шведских баронов. Как правило, эти гербы содержат два решётчатых шлема, также увенчанных малой баронской короной. Некоторые обладатели титула размещают на гербе три или всего один шлем или отказываются от изображения щитодержателей. Графы (швед. Greve) вправе изобразить на гербе три шлема, дополнив каждый пятилистной малой короной. Часто, но не всегда на гербе изображаются щитодержатели. С конца XVII века намёт графских гербов нередко замещался мантией, хотя сейчас эта практика считается устаревшей. Нетитулованная знать, получившая от короля жалованную грамоту, изображает на гербе шлем и малую корону с двумя жемчужинами в окружении трёх листьев.
Первое в шведской истории упоминание о вручении личных гербов связано с именами братьев Сигтрюгга и Ларса Бенгтссонов из семьи Боберг. Бенгтссоны стали обладателями дворянских гербов в 1219 году. Некоторые личные дворянские гербы передавались той или иной территориальной единицей. Согласно одной из версий, герб провинции Сёдерманланд был заимствован из личной геральдического символа Бу Йонссона, известного под прозвищем «Грифон». Данная точка зрения подвергалась критике, однако схожесть этих гербовых сюжетов несомненна. Последняя в Швеции дворянская хартия была подписана королём Оскаром II в 1902 году; её обладателем стал путешественник и исследователь Свен Гедин. Конституция 1974 года не предусматривает понятий «хартия» или «дворянство»; кроме того, шведские поданные больше не могут быть представлены к получению Королевских орденов за исключением Ордена Карла XIII. Шведское дворянское собрание утратило последние привилегии в 2003 году.

### Бюргерские гербы

Герб Шведской гербовой коллегии

В Средние века геральдической идентичностью обладали преимущественно дворяне. С XIV века получила развитие и гражданская геральдика, появившаяся в связи с развитием ганзейской торговли. В особенности это коснулось Стокгольма, в котором проживало большое число немецких купцов. В XVI и XVII веках своими гербами стали обладать нетитулованные офицеры, судьи и священники. Торговцы же постепенно отказывались от геральдики, всё чаще регистрируя марки собственности. Шведский бюргерский герб не может быть украшен ожерельем или короной, при этом допускается изображение турнирного шлема или топфхелма — они могут быть дополнены венком или нашлемником. На гербе может присутствовать девиз или боевой клич. В отличие от дворянских гербов, гербы горожан редко передавались из поколения в поколения.
Гражданские гербы не требуют оформления в Шведской службе патентов и регистрации и, следственно, не защищаются нормативно-правовым актом 1970:498. По данным Шведского геральдического общества, наиболее распространённым способом регистрации выступает включение герба в Скандинавский гербовник (швед. Skandinavisk Vapenrulla). Первый выпуск гербовника увидел свет в 1963 году, сейчас же он включает гербы более четырёхсот шведских семей, а также образцы геральдики из других североевропейских стран. Заявку на включение в гербовник предваряет процедура оценки, осуществляемая Шведской гербовой коллегией. Рецензии коллегии помещаются и в сам каталог. Сейчас в Швеции насчитывается около трёх тысяч гражданских гербов. Если герб регистрируется в качестве логотипа, он автоматически становится объектом юридической защиты.

## Головные уборышведской геральдики

Королевская (Kunglig) корона
Графская (Grevlig) малая корона
Баронская (Friherrlig) малая корона
Дворянская (Adlig) малая корона

Муральная корона, используемая городами
Открытый (решётчатый) шлем, используемый дворянством
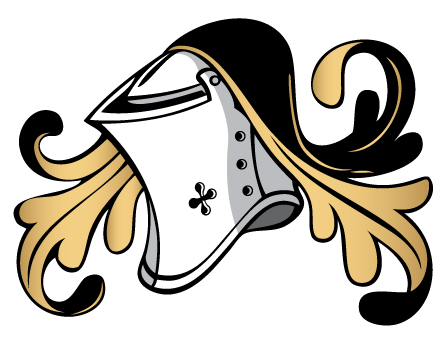
Закрытый (турнирный) шлем, используемый гражданами
Митра, используемая епископами вместо шлема

## Комментарии
1. ↑  Здесь под каноническим гербом (англ. coat of arms) понимается геральдический символ, который мог быть расположен на рыцарском щите, сюрко или табарде.
2. ↑  Шведский закон под номером 2007:1179 постановляет, что Геральдический совет является высшим геральдическим органом государства (см. ссылки 1 Архивная копия от 16 января 2014 на Wayback Machine и 2 Архивная копия от 16 января 2014 на Wayback Machine).
3. ↑  швед. Lilla riksvapnet består av en med kunglig krona krönt blå sköld med tre öppna kronor av guld, ordnade två över en. Skölden får omges av Serafimerordens insignier. Såsom lilla riksvapnet skall också anses tre öppna kronor av guld, ordnade två över en, utan sköld och kunglig krona.
4. ↑  англ. «some crests are ambiguous, but the message remains clear: the lions are supposed to display courage and nothing else».
5. ↑  См. текст Акта в Шведской Викитеке.
6. ↑  В шведском описании использован термин en stående vädur, то есть «баран стоящий» (англ. ram statant). Тем не менее, на гербах Готланда и города Висбю принято изображать «барана идущего» (англ. ram trippant).
7. ↑  швед. I blått fält en stående vädur av silver med beväring av guld, bärande på en korsprydd stång av guld ett rött banér med bård och fem flikar av guld.
8. ↑  швед. I med 6-uddiga stjärnor av guld bestrött blått fält en springande ren av silver med röd beväring.
9. ↑  швед. I rött fält ett riksäpple av guld.
10. ↑  швед. I fält av guld en upprest svart grip med röd beväring, därest sådan skall komma till användning.
11. ↑  швед. I guldfält ett rött, avslitet griphuvud med blå krona och med blå beväring, därest dylik skall komma till användning.
12. ↑  швед. I fält av silver en stående röd vildman med grön björklövskrans på huvudet och kring länderna, hållande i höger hand en på axeln vilande klubba av guld.
13. ↑  англ. Argent, a hydrocarbon molecule of three pellets conjoined with six bezants gules, over a base wavy azure.
14. ↑  швед. I fält av guld ett rött kors, i korsmitten belagt med en krona av guld.
15. ↑  Право горожан на владение личным гербом устанавливалось в законе о городах от 1730 года (см. ссылку Архивировано 7 ноября 2009 года.).